# Хайнрих V Ройс-Унтерграйц
Хайнрих V Ройс-Унтерграйц (на немски: Heinrich V Reuss zu Untergreiz; * 4 декември 1602, Грайц; † 7 март 1667, Грайц) от фамилията Ройс (Ройс стара линия), е граф на Роус-Кранихфелд-Унтерграйц (1625 – 1667) в Тюрингия, господар на Бургк, Хоф и Дьонлау (1643).

## Произход и наследство
Той е най-малкият син на Хайнрих V Роус-Грайц (1549 – 1604), господар на Грайц, господар на Унтерграйц (1583 – 1603), господар на Лобенщайн (1577 – 1585), и съпругата му Мария фон Шьонбург-Валденбург (1565 – 1628), дъщеря на Хуго I фон Шьонбург-Валденбург (1530 – 1566) и графиня Анна фон Глайхен-Рембда (1532 – 1570). Брат е на Хайнрих IV Роус-Оберграйц (1597 – 1629), женен 1624 г. в Аролзен за вилд- и Рейнграфиня Юлиана Елизабет фон Даун-Ньофвилер фон Вилдграф (1602 – 1653), дъщеря на вилд и Рейнграф Фридрих фон Залм-Нойфвил (1547 – 1608) и третата му съпруга графиня Сибила Юлиана фон Изенбург-Бирщайн (1574 – 1604) и полусестра на бъдещата му съпруга Анна Мария фон Залм-Нойфвил.
През 1564 г. чрез наследство територията на Ройсите е разделена на господствата Унтерграйц (Ройс стара линия), Оберграйц (Ройс средна линия) и Гера (Ройс млада линия). През 1596 г. господството Шлайц отива допълнително към средната линия.
Хайнрих V Ройс-Унтерграйц умира на 7 март 1667 г. в Грайц на 64 години и е погребан там.

## Фамилия
Хайнрих V Ройс-Унтерграйц се жени на 28 ноември 1630 г. в Грайц за вилд-и Рейнграфиня Анна Мария фон Залм-Нойфвил  (* 10 август 1606, Нойфвил; † 20 ноември 1651, Грайц), дъщеря на вилд- и Рейнграф Фридрих фон Залм-Нойфвил (1547 – 1608) и четвъртата му съпруга графиня Анна Амалия фон Ербах (1577 – 1630), дъщеря на граф Георг III фон Ербах (1548 – 1605) и Анна фон Золмс-Лаубах (1557 – 1586). Те имат 8 деца:
- Мария Агнес в (* 6 октомври 1631, Грайц; † 14 януари 1652, Грайц)
- Хайнрих I Ройс-Грайц (* 7 ноември 1632, Грайц; † ок. 20 ноември 1666, Валония, Белгия), убит в дуел
- Хайнрих II Ройс-Унтерграйц (* 8 януари 1634, Грайц; † 5 октомври 1697, Гера), господар на Унтерграйц (1667 – 1673), граф Ройс-Унтерграйц на 26 август 1673 г., женен на 8 януари 1655 г. за Елизабет Сибила Ройс (1627 – 1703)
- Хайнрих III Ройс-Грайц (* 5 април 1635, Грайц; † 3 юни 1636)
- Амалия Юлиана Ройс-Плауен (* 4 октомври 1636, Грайц; † 25 декември 1688, Дьолау), издигната на 26 август 1673 г. на графиня Ройс-Унтерграйц, омъжена I. на 13 април 1659 г. в Грайц за фрайхер Фердинанд II фон Биберщайн (1620 – 1667); II. на 29 юли 1674 г. във Форст за граф Хайнрих VI Роус-Оберграйц (1649 – 1697)
- Хайнрих IV Ройс (* 5 август 1638, Грайц; † 21 февруари 1675, Хехинген), става граф Ройс-Унтерграйц на 26 август 1673 г., женен на 31 октомври 1671 г. в Грайц за фрайин Анна Доротея фон Рупа (1651 – 1698), дъщеря на фрайхер Вилхелм фон Рупа († 1674) и фрайин Анна Катерина фон Рупа (* ок. 1625)
- Елизабет Кристина Ройс (* 5 септември 1639, Грайц; † 10 август 1644)
- Хайнрих V Ройс (* 19 април 1645, Грайц; † 12 декември 1698, Розентал, Грайц), граф на Ройс-Унтергайц на 26 август 1673 г., господар на Ротентал, женен I. на 15 февруари 1678 г. в Целе за Анжелика Десмиер (1637 – 1688), II. на 5 юни 1697 г. във Франкфурт на Майн за графиня Кристиана фон Зайн-Витгенщайн-Хомбург (1680 – 1724)